# Provincia de Abuná
La provincia de Abuná es una provincia situada al norte de Bolivia en el departamento de Pando, y su capital es la población de Santa Rosa del Abuná. Limita al norte con Brasil, al este con la provincia Federico Román, al oeste con Nicolás Suárez y al sur con la provincia Manuripi. Recibe su nombre del río Abuná que pasa por el norte de la provincia sirviendo de límite natural con Brasil. Tiene como capital provincial a la localidad de Santa Rosa del Abuná.

## Superficie
La provincia de Abuná tiene una superficie de 7.468 km² siendo la más pequeña del departamento. Representa el 11,70% del área del departamento.

## Demografía
De acuerdo con el censo boliviano de 2024, la población de la provincia de Abuná es de 5 439 habitantes.
La población de la provincia se ha duplicado en las últimas tres décadas:
| Año  | Habitantes | Fuente |
| ---- | ---------- | ------ |
| 1992 | 2 652      | Censo  |
| 2001 | 2 996      | Censo  |
| 2012 | 4 049      | Censo  |
| 2024 | 5 439      | Censo  |

| N.º | Municipio            | Censo 1992 | Censo 2001 | Censo 2012 | Censo 2024 | Crecimiento 1992‑2024 |
| --- | -------------------- | ---------- | ---------- | ---------- | ---------- | --------------------- |
| 1.º | Santa Rosa del Abuná | 1 575      | 2 097      | 2 395      | 2 855      | +81,4 %               |
| 2.º | Ingavi               | 1 077¹     | 899        | 1 654      | 2 584      | +140,0 %              |

La provincia de Abuná tenía en 2012 una población de 4.049 habitantes y una densidad de 0,54 hab/km², siendo la más baja del departamento y una de las más bajas de Bolivia.
El 45,4 % de la población tiene menos de 15 años. La tasa de alfabetización en la provincia es del 47,4 %. El 52,3 % habla idioma español, el 2,8 % idioma aimara, el 2,0 % quechua y un 52,8 % otros idiomas (1992). El 87,6 % de la población no tiene acceso a la electricidad, el 83,6 % vive sin instalaciones sanitarias (1992). Un 83,5 % es católica y el 15,4 % es protestante (1992).

## División política
La provincia de Abuná está dividida en dos municipios:
| Municipio            | Capital              |
| -------------------- | -------------------- |
| Santa Rosa del Abuná | Santa Rosa del Abuná |
| Ingavi               | Ingavi               |